# Luis Martínez Tovar
Luis Martínez Tovar (Almería, 1884-Madrid, 20 de abril de 1938) fue un actor español.

## Biografía

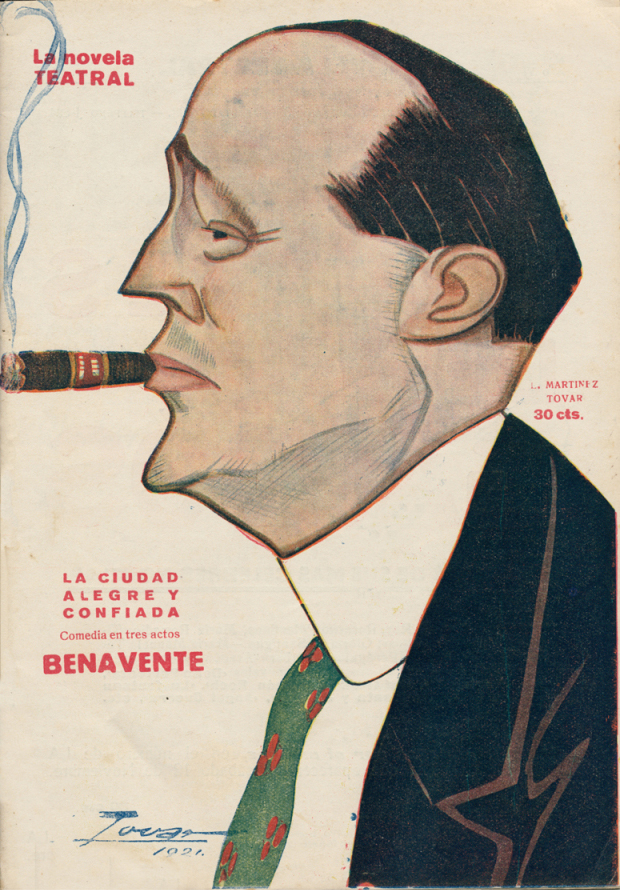
Caricaturizado por Tovar en un número de La Novela Teatral (1921)

Hijo del militar José Martínez Espinosa, pasa su infancia en Jaén y Málaga. Tras pasar por la Academia Provincial de Declamación de Málaga, en 1908 se incorporó a la compañía de María Guerrero y Fernando Díaz de Mendoza, en la que permaneció hasta 1912 y con la que estrenó Doña María la Brava (1909), de Eduardo Marquina y La marquesa Rosalinda (1912), de Valle-Inclán. Pasó después a las de Rosario Pino y Nieves Suárez hasta formar la suya propia en 1916.
Entre 1917 y 1920 residió en México como director artístico de la actriz Virginia Fábregas, con la que además hasta 1922 realizó giras por España y Centroamérica.
Tras colaborar con Leovigildo Ruiz Tatay, volvió a formar compañía propia a la que se incorporó quien sería su esposa, la actriz Julia Delgado Caro. Juntos interpretan La divina palabra (1924), de Manuel Linares Rivas y ya como compañía Delgado Caro-Martínez Tovar, Poderoso caballero (1926), La ermita, la fuente y el río (1927), de Eduardo Marquina, La petenera, de Manuel de Góngora, Los andrajos de la púrpura (1931), de Jacinto Benavente y La dama X (1931).
Contrajo matrimonio el 9 de abril de 1926 en la parroquia de Covadonga de Madrid, con la actriz Julia Delgado Caro. Con ella tuvo dos hijos, Alejandrina y Fernando. 